# Cuno Amiet
Pour les articles homonymes, voir Amiet.
 (août 2023).
Si vous disposez d'ouvrages ou d'articles de référence ou si vous connaissez des sites web de qualité traitant du thème abordé ici, merci de compléter l'article en donnant les références utiles à sa vérifiabilité et en les liant à la section « Notes et références ».
Cuno Amiet est un peintre, graveur et sculpteur suisse, né le 28 mars 1868 à Soleure et mort le 6 juillet 1961 à Oschwand, petit village près de Herzogenbuchsee, dans le canton de Berne, en Suisse.

## Biographie
Cuno Amiet manifeste un talent pour la peinture dès le collège. Il reçoit une première formation artistique auprès de Frank Buchser, à Feldbrunnen (canton de Soleure), qui lui donne occasionnellement des cours de peinture. En 1886, il part étudier à l'Académie de Munich où il rencontre Giovanni Giacometti. En 1888, il se rend à Paris avec ce dernier. Les deux amis s'inscrivent à l'Académie Julian. S'inspirant de la vie de Paul Gauguin, Cuno Amiet passe une année à Pont-Aven en 1892, où il rencontre les disciples du maître et découvre également les œuvres de Vincent van Gogh. ll y rencontre également Armand Seguin qui l’initie à la gravure. Durant son séjour en Bretagne, il pose les bases de son art de coloriste.
En 1893, Cuno Amiet retourne en Suisse. En 1897, il fait la connaissance de Ferdinand Hodler, avec qui il a été l’un des plus illustres représentants du courant symboliste en Suisse. L'année suivante, il se marie avec la fille d'un riche aubergiste, Anna Luder. En 1898, il s'installe avec elle dans une maison à Oschwand (canton de Berne). Ce village bernois d'Oschwand devient un centre de création et de villégiature artistique dès 1908.
Il entretient des contacts étroits avec l'étranger, participant notamment avec Ferdinand Hodler à la Sécession de Vienne en 1904. Il expose à Dresde en mai 1905. Il y connaît les jeunes peintres expressionnistes qui fondent la même année le groupe artistique d'avant-garde Die Brücke. En septembre 1906, il est formellement invité à rejoindre Die Brücke, ce qu'il accepte. Cela permet à Cuno Amiet de participer à des expositions collectives à l'étranger. 
Lors de l'incendie du Palais de verre à Munich en 1931, Cuno Amiet perd une partie de son œuvre. Depuis les années 1920 jusqu'à sa mort en 1961, survenue à Oschwand alors qu'il est très âgé, Amiet se voue en priorité à des paysages joyeux et idylliques.
En plus des œuvres de chevalet, Amiet a aussi exécuté des peintures murales et des gravures. Par sa maîtrise de la couleur, il a imprimé, après Ferdinand Hodler, une nouvelle impulsion à la peinture suisse.
Cuno Amiet fut membre de la Commission fédérale des beaux-arts (1911-1915 et 1931-1932) et du Moderner Bund (1912). En 1919, il fut nommé docteur honoris causa de l'université de Berne. Il siégea également à la commission de la Fondation Gottfried Keller (1934-1948) et à la commission du musée des beaux-arts de Berne (1935-1948).

## Œuvres majeures
- Bretonne (1893)
- Grand hiver (1904)[1]
- Les Filles jaunes (1905)
- Autoportrait en blanc (1907)[2]
- Jardin paysan (1918)
- Emmental (1926)
- La Récolte des fruits (1936)

## Collections publiques
- Fine Arts Museum San Francisco
- Cleveland Museum Ohio
- Dallas
- Los Angeles
- Paris, Musée d'Orsay
- Musées de Berne, Bâle, Lucerne, Soleure, Lugano[3], Musée de Florence[Lequel ?]
- Brest, musée des beaux-arts : En forêt, aquarelle sur papier, 39 × 31 cm[4]

## Iconographie
- Cuno Amiet, Autoportrait, 1922, Lugano, Museo Cantonale d'Arte[3] ;
- Otto Bänninger (1897-1973), Portrait de profil de Cuno Amiet, 1938, bas-relief en bronze.[réf. nécessaire]